# 室女座59b
室女座59b（59 Virginis b或GJ 504 b），是一顆環繞室女座恆星室女座59的太陽系外行星，屬於類木行星。天文學家葛原真幸等人於2013年使用位於夏威夷毛納基山天文台的口徑8米的昴星團望遠鏡以直接攝影法拍攝到它。該行星表面可能是洋紅色。

## 發現
2011到12年間，昴星團望遠鏡大規模系外行星及行星盤普查計畫（Strategic Exploration of Exoplanets and Disks with Subaru，SEEDS）就已拍攝到室女座59b的影像。該計畫是天文學家以口徑8.2米的昴星團望遠鏡進行該計畫以搜尋和確認巨大行星和星周盤的存在。2013年2月葛原真幸將發現該行星的論文送交《天文物理期刊》，同年7月該論文被接受，並且在出版前預印本在 ArXiv 公開。

## 行星狀態
室女座59b的光譜形式相當於晚期 T 型或早期 Y 型，表面有效溫度510+30
−20 K，遠低於先前以直接攝影法拍攝到的其他系外行星。它的質量大約是4.0+4.5
−1.0 MJup。它是直接拍攝到的系外行星中最古老的之一，年齡約1到5億年。
室女座59b和它的母恆星在天球上的角距離約2.5角秒，代表兩者相距43.5天文單位。該距離幾乎是木星和太陽距離的9倍，因此這樣的巨大行星如何形成對現有的行星形成理論造成挑戰。

## 外部連結
- Simbad (GJ 504 b -- Extra-solar Planet Candidate)（页面存档备份，存于）